# Plaiul Fagului
Plaiul Fagului är ett naturreservat i Moldavien. Det ligger i den centrala delen av landet. I reservatet finns främst blandskog.